# Медисон (Небраска)
Медисон (енгл. Madison) град је у америчкој савезној држави Небраска.

## Демографија
По попису из 2010. године број становника је 2.438, што је 71 (3,0%) становника више него 2000. године.
| Група             | 2000.         | 2010.         |
| Белци             | 1.536 (64,9%) | 1.194 (49,0%) |
| Афроамериканци    | 15 (0,6%)     | 24 (1,0%)     |
| Азијати           | 5 (0,2%)      | 8 (0,3%)      |
| Хиспаноамериканци | 802 (33,9%)   | 1.189 (48,8%) |
| Укупно            | 2.367         | 2.438         |